# 奥瓜
奥瓜（Ogua）是一种传闻出没于美国莫农加希拉河的神秘动物。奥瓜通常被描述为一种长20英尺（6米）、重500磅（226.8千克）、呈红褐色、长有两个头类似乌龟的动物。

## 历史
奥瓜的历史可追溯至印第安人的传说中，早在第一批欧洲殖民者抵达前他们便已流传着河中存在神秘动物的传说。奥瓜的首次书面记载为1700年一位年轻人在他的信件中提到奥瓜。1983年5月15日曾发生多起奥瓜的目击事件，渔夫们称看见一种20英尺长、红褐色的生物，《Fairmont Times》之后报道了此事件。1983年，目击者约翰·爱德华·怀特（John Edward White）在波波河钓鱼时看见一只神秘动物正在追逐鱼群。

## 解释
一个可能的解释是：奥瓜是一只逃脱的鳄龟，红褐色身体、类似乌龟的甲壳以及具有侵略性的食肉动物这些特征皆符合鳄龟。关于奥瓜巨大的体型，有研究认为这是目击者误判与故事流传时的夸大。